# Kragenäs
Kragenäs este o arie protejată (arie specială de conservare — SAC, sit de importanță comunitară — SCI) din Suedia întinsă pe o suprafață de 12,3 ha, integral pe uscat.

## Localizare
Centrul sitului Kragenäs este situat la coordonatele 58°48′20″N 11°14′47″E / 58.8056°N 11.2463°E.

## Înființare
Situl Kragenäs a fost declarat sit de importanță comunitară în ianuarie 1998 pentru a proteja 1 specie de animale. Situl a fost protejat și ca arie specială de conservare în martie 2011.

## Biodiversitate
Situată în ecoregiunile boreală și marină Atlantică, aria protejată conține 2 habitate naturale: Pășuni din zone de pădure fino-scandinave, Pășuni atlantice udate de apa mării (Glauco-Puccinellietalia maritimae).
La baza desemnării sitului se află o specie protejată de  nevertebrate: Osmoderma eremita.